# Goniodiscaster vallei
Goniodiscaster vallei är en sjöstjärneart som först beskrevs av Jean Baptiste François René Koehler 1910.  Goniodiscaster vallei ingår i släktet Goniodiscaster och familjen Oreasteridae. Inga underarter finns listade i Catalogue of Life.